# Планета вирусов
«Планета вирусов» (англ. A Planet of Viruses) — научно-популярная книга Карла Циммера, изданная в 2012 году на английском языке в издательстве University of Chicago Press, посвящена вопросам вирусологии и эволюции в целом. На русский язык была переведена и издана в 2012 году.

## Содержание
Автор книги американский научно-популярный писатель и блогер Карл Циммер, основной областью которого является изучение эволюции и паразитов, выпускник Йельского университета.
В своей книге автор исследует жизненно важную роль вирусов в эволюции жизни на Земле и то, как ученые начали раскрывать их порой смертельно опасные секреты.
Каждое живое существо — от одноклеточных до млекопитающих — испытывает на себе их воздействие. Власть вирусов не ограничивается влиянием на живые организмы; вирусы способны воздействовать на состав почвы, климат, свойства воды в Мировом океане и пресных водоемах Земли.
Вирусы повсюду, как утверждает автор, ученые обнаружили их под антарктическим льдом; они скрываются в легких человека, которые до недавнего времени считались стерильными; а морская вода, которая, как считалось раньше, содержит очень мало вирусов, теперь, как выяснилось, кишит ими. Фактически, они превосходят всех других обитателей океана в соотношении 15 к 1.
Даже человеческий геном содержит гены, которые произошли от вирусов, заразивших предков современных людей около 30 миллионов лет назад. Эту идею Циммер называет «почти философской в своей странности». Оспа — единственный человеческий вирус, который удалось искоренить, — убила 500 млн человек в Европе в период между 1400 и 1800 годами. Книга описывает вирусы от обычной простуды, впервые описанной 3500 лет назад египтянами, до нового типа гигантского вируса, обнаруженного в кулере для воды в Великобритании и имитирующего бактерии.
В своей книге автор копается в головокружительной адаптивности и разнообразии вирусов, открывая при этом много интересной информации, например, о потенциальной целительной силе бактериофагов (вирусов, заражающих бактерии).
Автор напоминает, что действие вирусов известно с незапамятных времен, благодаря простуде, гриппу и оспе. Но когда в конце XIX века вирусы были физически открыты, это произошло путем исключения; то есть было обнаружено нечто, вызывающее болезнь, но не являющееся животным, растением, грибком или бактерией. Электронный микроскоп наконец сделал это нечто видимым, и к 1950 году были установлены его основные механизмы.
Однако то, что было открыто о вирусах с тех пор, превосходит все предыдущие вирусологические знания. Ведь вирусы повсюду, и повторяющийся мотив кратких, насыщенных информацией, глав книги — это анализ вещества — морской воды, человеческой мокроты, подземных теплых вод, отделенных в течение сотен тысяч лет от биологии остального мира, — которое считалось относительно или положительно чистым, оказывается кишащим вирусами.
Очевидно, что не все вирусы убивают или даже вызывают болезнь. На самом деле, с вирусами не столько приходится жить, сколько невозможно жить без них, и не только потому, что они такие крошечные, вездесущие и многочисленные, но и потому, что они помогают вырабатывать кислород, которым дышат люди и другие живые существа, и потому, что некоторые из них обезвреживают токсичные для живых организмов бактерии — наряду с другими жизненно важными вещами.
Автор тщательно и подробно описывает отношения между паразитами и хозяевами, а затем переворачивает их с ног на голову. Паразит, утверждает он в мельчайших подробностях, может быть полезен для хозяина. Выдвигая этот тезис на поразительно новую территорию, он рассматривает новые распространенные заболевания (такие как расстройство пищеварения) с учетом того, как человеческое общество изменило древний баланс сил в иммунных системах. Отсутствие внутренних паразитов и воздействие грязи, утверждает он, на самом деле разрушает сложную экосистему полезных и опасных существ, живущих в пищеварительных трактах человека.
После первого своего издания 2012 года, книга переиздавалась ещё два раза с дополнениями автора.
Весной 2021 года, издательство Чикагского университета выпустило третье издание книги «Планета вирусов». Оно содержит новые иллюстрации художника Яна Шенхера, а также научные обновления — в том числе новую главу о Covid-19.